# كائن ضوئي غيري التغذية
الكائن الحي غيري التغذية الضوئي (بالإنجليزية: Photoheterotroph) (الكلمة مشتقة من اللغة الإغريقية حيث أن كلمة photo تعني ضوء، وكلمة hetero تعني غير أو آخر، وكلمة troph تعني تغذية) وهو كائن غيري التغذية وضوئي التغذية أي أنها تستخدم الضوء لإنتاج الطاقة، لكنها لا تستطيع استخدام ثنائي أكسيد الكربون كمصدر منفرد ووحيد للكربون. ونتيجة لذلك فهي تستخدم المركبات العضوية من بيئتها المحيطة لتلبي احتياجاتها من عنصر الكربون وهذه المركبات تشمل: الكربوهيدرات والحموض الدهنية والكحولات.